# Ezüstsávos szénalepke
Az ezüstsávos szénalepke (Coenonympha oedippus) a tarkalepkefélék (Nymphalidae) családjába tartozó szénalepke nem egyik faja.
Megtalálható Ausztriában, Belgiumban, Franciaországban, Japánban, Kazahsztánban, Lengyelországban, Liechtensteinben, Magyarországon, Mongóliában, Olaszországban, Oroszországban, Spanyolországban, Svájcban, Szlovákiában, Szlovéniában és Ukrajnában. Magyarország és Európa egyik legveszélyeztetettebb nappali lepkéje; szerepel az Európai Unió Élőhelyvédelmi irányelvének II. mellékletén, Magyarországon is fokozottan védett.
Nedves réteken, erdők szélén, égeres láperdők sásos szegélyein fordul elő, 750 méter tszf. alatt; a korábban mocsarakban-láprétekben gazdag Magyarországon gyakori faj lehetett, mára reliktumfajként kizárólag az Ócsai Tájvédelmi Körzet területén él populációja, illetve tervezik visszatelepítését a Kiskunsági Nemzeti Park és a Fertő–Hanság Nemzeti Park területére.

## Jellemzése
Az ezüstsávos szénalepke szárnya lekerekített, fesztávolsága 4–4,5 cm (a nőstény példányok nagyobbak), felszíne szürkésbarna. A fonák sárgásbarna alapszínét feltűnő, világossárga gyűrűjű sötét szemfoltok díszítik. A hátulsó szárny szemfoltjai ívelt sorba rendeződnek, nőstény példányokon a fonákon ezüstfehér vonal húzódik; az elülső szárny szemfoltjainak száma, nagysága változó. Általában a nőstény példányok mintázata élénkebb.
Tápnövényei különböző lápi fűfélék, kékperje- (Molinia) és gyapjúsásfajok (Eriophorum), muharsás. Repülési ideje június-júliusban van. Gyöngén, szökdécselve repül. A kopuláció a délelőtti órákban történik. A nőstény a petéket a gyep alsó-középső szintjében, fűfélék fonákjára helyezi. A pete viszonylag nagy, kékeszöld színű. A karcsú, sárgászöld hernyó hátán sötét színű csík található, potrohcsúcsai hosszúak, rózsaszínek. A hernyó hosszúsága 2,5 cm-ig terjed; félig kifejletten áttelel az avarban, majd májusban bábozódik be, és egy hónappal később kel ki. A fedett báb világos olajzöld színű, sárgásfehér, keretezett szárnyhüvellyel, barnás fejcsúccsal.
Hasonló faj a közönséges ökörszemlepke (Aphantopus hyperantus), de annak fonáka inkább szürkésbarna, mint sárgásbarna. A lápi szénalepke (Coenonympha hero) szemfoltjai nem sárgásak, hanem narancssárgás gyűrűjűek.
|  |  |

## Fordítás
- Ez a szócikk részben vagy egészben a Stromtal-Wiesenvögelchen című német Wikipédia-szócikk ezen változatának fordításán alapul.  Az eredeti cikk szerkesztőit annak laptörténete sorolja fel. Ez a jelzés csupán a megfogalmazás eredetét és a szerzői jogokat jelzi, nem szolgál a cikkben szereplő információk forrásmegjelöléseként.